# Разделённые степени
Разделённые степени — структура на коммутативных кольцах, позволяющая придать выражениям вида {\displaystyle x^{n}/n!} смысл, если даже невозможно деление на {\displaystyle n!}.

## Определения
Пусть {\displaystyle A} — коммутативное кольцо с идеалом {\displaystyle {\mathfrak {I}}}. Структура разделённых степеней (или PD-структура, от фр. puissances divisées) на {\displaystyle {\mathfrak {I}}} есть набор отображений {\displaystyle \gamma _{n}:{\mathfrak {I}}\to A} для {\displaystyle n=0,1,2,\dots } таких, что:
1. {\displaystyle \gamma _{0}(x)=1} и {\displaystyle \gamma _{1}(x)=x} для {\displaystyle x\in {\mathfrak {I}}}, тогда как {\displaystyle \gamma _{n}(x)\in {\mathfrak {I}}} для {\displaystyle n>0}.
2. {\displaystyle \gamma _{n}(x+y)=\sum _{i=0}^{n}\gamma _{n-i}(x)\gamma _{i}(y)} для {\displaystyle x,y\in {\mathfrak {I}}}.
3. {\displaystyle \gamma _{n}(\lambda x)=\lambda ^{n}\gamma _{n}(x)} для {\displaystyle \lambda \in A,x\in {\mathfrak {I}}}.
4. {\displaystyle \gamma _{m}(x)\gamma _{n}(x)=((m,n))\gamma _{m+n}(x)} для {\displaystyle x\in I}, где {\displaystyle ((m,n))={\frac {(m+n)!}{m!n!}}} — целое число.
5. {\displaystyle \gamma _{n}(\gamma _{m}(x))=C_{n,m}\gamma _{mn}(x)} for {\displaystyle x\in I}, где {\displaystyle C_{n,m}={\frac {(mn)!}{(m!)^{n}n!}}} — целое число.

Ради удобства обозначений {\displaystyle \gamma _{n}(x)} часто пишется как {\displaystyle x^{[n]}}, когда ясно, какая структура разделённых степеней подразумевается.
Идеал разделённых степеней — идеал с заданной структурой разделённых степеней; кольцо с разделёнными степенями — кольцо с заданным идеалом и соответствующей ему структурой разделённых степеней.
Гомоморфизмы алгебр с разделёнными степенями суть гомоморфизмы колец, согласованные со структурами разделённых степеней на области определения и на образе.

## Примеры
- {\displaystyle \mathbb {Z} \langle {x}\rangle :=\mathbb {Z} [x,{\frac {x^{2}}{2}},\ldots ,{\frac {x^{n}}{n!}},\ldots ]\subset \mathbb {Q} [x]} есть алгебра с разделёнными степенями, это свободная алгебра с разделёнными степенями над {\displaystyle \mathbb {Z} } с одной образующей.

- Если {\displaystyle A} — алгебра над полем {\displaystyle \mathbb {Q} }, тогда всякий идеал {\displaystyle {\mathfrak {I}}} имеет единственную структуру разделённых степеней; для неё {\displaystyle \gamma _{n}(x)={\frac {1}{n!}}\cdot x^{n}}. (Единственность следует из просто проверяемого факта, утверждающего, что, вообще говоря, {\displaystyle x^{n}=n!\gamma _{n}(x)}.) На самом деле, это первоочередной пример для мотивировки этого понятия.

- Если {\displaystyle A} — кольцо характеристики {\displaystyle p>0}, где {\displaystyle p} — простое число, и {\displaystyle {\mathfrak {I}}} — идеал такой, что {\displaystyle {\mathfrak {I}}^{p}=0}, то мы можем определить структуру разделённых степеней на {\displaystyle {\mathfrak {I}}}, где {\displaystyle \gamma _{n}(x)={\frac {1}{n!}}x^{n}}, если {\displaystyle n<p}, и {\displaystyle \gamma _{n}(x)=0}, если {\displaystyle n\geq p}. (Заметим разницу между идеалом {\displaystyle {\mathfrak {I}}^{p}} и идеалом, порождённым {\displaystyle x^{p}} для всех {\displaystyle x\in {\mathfrak {I}}}; второй всегда нулевой, если структура разделённых степеней существует, в то время как первый не обязательно нулевой.)

- Если {\displaystyle M} есть {\displaystyle A}-модуль, пусть {\displaystyle S^{\cdot }M} обозначает симметрическую алгебру модуля {\displaystyle M} над {\displaystyle A}. Тогда её двойственная алгебра {\displaystyle (S^{\cdot }M){\check {~}}=Hom_{A}(S^{\cdot }M,A)} имеет каноническую структуру кольца с разделёнными степенями. На самом деле, она канонически изоморфна естественному пополнению {\displaystyle \Gamma _{A}({\check {M}})} (см. ниже), если {\displaystyle M} конечного ранга.

## Конструкции
Если {\displaystyle A} — произвольное кольцо, существует кольцо с разделёнными степенями:
{\displaystyle A\langle x_{1},x_{2},\ldots ,x_{n}\rangle },
состоящее из многочленов с разделёнными степенями от переменных {\displaystyle x_{1},x_{2},\ldots ,x_{n},}, то есть суммы мономов с разделёнными степенями вида:
{\displaystyle cx_{1}^{[i_{1}]}x_{2}^{[i_{2}]}\cdots x_{n}^{[i_{n}]}},
где {\displaystyle c\in A}. Здесь идеал разделённых степеней есть множество многочленов с разделёнными степенями со свободным членом {\displaystyle 0}.
Более общо, если {\displaystyle M} — {\displaystyle A}-модуль, существует универсальная {\displaystyle A}-алгебра, называемая {\displaystyle \Gamma _{A}(M)}, с идеалом разделённых степеней {\displaystyle \Gamma _{+}(M)} и {\displaystyle A}-линейным отображением {\displaystyle M\to \Gamma _{+}(M)}. (Случай многочленов с разделёнными степенями — это частный случай, когда {\displaystyle M} — свободный модуль над {\displaystyle A} конечного ранга.)
Если {\displaystyle {\mathfrak {I}}} — идеал в {\displaystyle A}, существует универсальная конструкция, расширяющая кольцо {\displaystyle A} с разделёнными степенями элементов {\displaystyle {\mathfrak {I}}} до обёртывающей кольца с разделёнными степенями {\displaystyle {\mathfrak {I}}} в {\displaystyle A}.

## Применения
Обёртывающая кольца с разделёнными степенями — важный инструмент в теориях PD-дифференциальных операторов и кристаллических когомологий, где разделённые степени используются для обхождения технических трудностей, возникающих при положительной характеристике кольца.
Функтор разделённых степеней используется при построении кофункторов Шура.